# Hipoplasia uterina
La hipoplasia uterina, también llamada útero infantil, es una condición del útero en la que el órgano tiene un tamaño menor al que debería tener normalmente.

## Cuadro clínico
Para ser considerado normal el útero debe medir entre 6 y 8 centímetros, mayor a esa dimensión es hiperplasia uterina y menor hipoplasia (clasificada LB44.1 en la CIE-11). El tamaño requerido es importante para llevar un embarazo normal.
Como el útero adquiere su tamaño final entre la formación de los conductos paramesonéfricos bilaterales y la pubertad, generalmente se debe a la pubertad tardía o hipogonadismo. Por ello no es una malformación uterina congénita, sino un desarrollo insuficiente.

### Síntomas
En la mujer adolescente la menstruación aparece tardíamente, a los 15 o 16 años. La adulta puede tener una menstruación escasa, menarquia retrasada, dismenorrea, infecciones frecuentes (candidiasis, vaginitis) y desequilibrio hormonal.
Generalmente se detecta al buscar embarazarse, en las evaluaciones de infertilidad femenina y por una ecografía transvaginal. El examen ginecológico revela que el cuello uterino es relativamente largo, mayoritariamente tiene forma de cono y el orificio externo es pequeño.

## Embarazo
Si el útero mide 5 cm es posible, pero a veces se requiere la reproducción asistida y es obligatorio un estricto seguimiento médico. La hipoplasia uterina condiciona el embarazo, debido a que un útero pequeño imposibilita el normal desarrollo del feto y puede ocasionar un aborto espontáneo.
Además, muchas de estas mujeres presentan síndrome de ovario poliquístico y por eso no logran producir óvulos suficientemente maduros para ser fecundados. Solo un tratamiento hormonal con anticonceptivos puede solucionarlo y tratar simultáneamente el endometrio.
Si el embarazo se logra será considerado siempre de alto riesgo, debido al poco espacio para el normal crecimiento del bebé y el riesgo de un aborto espontáneo. Las probabilidades de un parto prematuro son altas y todo parto deberá ser obligatoriamente por cesárea para asegurar la supervivencia.

## Tratamiento
Si se detecta durante la adolescencia, puede tratarse con inducción de la pubertad mediante estrógenos y/o progestágenos; impulsando el desarrollo adecuado.
Durante la adultez y según la gravedad o el deseo de embarazo, pueden usarse medicamentos hormonales y procedimientos de fisioterapia, persiguiendo mejorar la circulación sanguínea en el útero y así intentar restaurar la condición normal. No existe ninguna cirugía aplicable.